# Bija
Bija (ros. Бия) – rzeka w azjatyckiej części Rosji. Przepływa przez Kraj Ałtajski i Republikę Ałtaju. Źródła w Jeziorze Teleckim. Długość – 301 km, powierzchnia dorzecza – 37 000 km². Po połączeniu z rzeką Katuń tworzą rzekę Ob.
Nad Biją leży miasto Bijsk.

## Główne dopływy
- Pyża – lewy
- Sarykoksza – lewy
- Lebied' – prawy